# فيك هايز
فيك هايز (بالإندونيسية: Vic Hayes)‏ هو مهندس ومخترِع إندونيسي، ولد في 31 يوليو 1941 في سورابايا في إندونيسيا.